# Petelard
Petelard fou un compositor francès de finals del segle xviii. Estrenà a París la cantata Le plaisir de la campagne, les òperes còmiques Le Rossignol, (1798); La résurrection de Cadet Rousselle (1798), i L'amour et la nature (1799).